# Alexander Martschewski
Alexander Christo Martschewski (* November 1990) ist ein deutscher Schauspieler.

## Leben
Martschewski ist bulgarischer Herkunft; er wuchs mit Deutsch und Bulgarisch als Muttersprachen auf. Sein Vater, der Regisseur Marin Martschewski, war Dozent für Regie an der Deutschen Film- und Fernsehakademie in Berlin. Er besuchte das Schiller-Gymnasium in Berlin-Charlottenburg. Für seine Tätigkeit als Schauspieler nahm er an einem Filmworkshop bei der Filmakademie Ludwigsburg teil.
Martschewski, der für Film und Fernsehen arbeitet, stand bereits als Jugendlicher vor der Kamera. Eine seiner ersten Filmarbeiten war die Rolle des Schülers Niklas Kromberg in der ZDF-Krimiserie Der letzte Zeuge, wo er in der Folge Der Alptraum, die im November 2004 erstausgestrahlt wurde, den Sohn des V-Mannes Karl Kromberg (Herbert Knaup) spielte. Im Tatort: Todesbrücke (Erstausstrahlung: März 2005) übernahm er die Rolle des Schülers Jacob. 2007 war er in der ARD-Serie In aller Freundschaft in einer Episodenhauptrolle zu sehen. Er spielte den jugendlichen Patienten Paul Hegemann, der behauptet, von seinem Vater eine Treppe heruntergestoßen worden zu sein, und möglicherweise ein Opfer häuslicher Gewalt wurde. In dem Sat1-Film Der Amokläufer – Aus Spiel wird Ernst (2008) spielte er den aufmüpfigen Schüler Maximilian Oppermann, den Sohn eines Millionärs, der seine Mitschüler grausam mobbt und schikaniert. In der 7. Staffel der ZDF-Serie SOKO Wismar (2011) hatte er eine Episodenrolle als tatverdächtiger Azubi in einer Kfz-Werkstatt. In der Kinderserie Krimi.de (2012) verkörperte er den Bruder eines sexuell missbrauchten 15-jährigen Mädchens, der sich schließlich als ihr Peiniger herausstellt.
In dem Kurzfilm Heimkommen (2012) spielte er den jungen Robert, dessen Freundin bei einem Verkehrsunfall stirbt und der seiner jüngeren Schwester die Schuld daran gibt. Beim Deutschen Kurzfilmpreis 2012 erhielt Heimkommen den Preis in Gold für Spielfilme mit einer Laufzeit von sieben bis 30 Minuten. Die Jury lobte insbesondere die beiden Hauptdarsteller Mia Plappert und Alexander Martschewski. In dem Spielfilm Quellen des Lebens, der im Februar 2013 in die deutschen Kinos kam, spielte Martschewski unter der Regie von Oskar Roehler.
Anschließend wirkte Martschewski schwerpunktmäßig in TV-Serien und verschiedenen „SOKO“-Formaten des ZDF mit. Im Dezember 2015 war er in einer Episodenrolle in SOKO Wismar als Informatikstudent und Hobby-Bastler im Wismarer Reparatur-Café, der sich um die Gesundheit seines Großvaters (Michael Tregor) sorgt, zu sehen. In der 6. Staffel der ZDF-Serie Letzte Spur Berlin (2017) übernahm er eine Episodenrolle als junger russischer Piroggen-Verkäufer Andrej und Freund der Polizeiermittlerin Lucy Elbe (Josephin Busch). In der ZDF-Krimireihe Ein starkes Team (Erstausstrahlung: Dezember 2017) hatte er eine Nebenrolle als junger Mann, der in die geplante Entführung einer Unternehmertochter verwickelt ist.
In der 21. Staffel der TV-Serie In aller Freundschaft (2018) war in einer Episodenhauptrolle zu sehen; er spielte mit Anna Schimrigk als Partnerin, den frischverheirateten Jens Rücker, der nach einem schweren Motorradunfall um sein Leben kämpft. In der 16. Staffel der ZDF-Serie SOKO Wismar (2019) übernahm er eine der Episodenhauptrollen als Alex Lohmann, der einen Handel für Autoteile betreibt und unter Tatverdacht gerät, nachdem seine getötete frühere Freundin seine illegalen Geschäfte entdeckt hatte. In der 8. Staffel der Fernsehserie In aller Freundschaft – Die jungen Ärzte (2023) spielte er in einer Episodenhauptrolle den Eiswagen-Besitzer Davide Ceccarelli, der nach einem Lotteriegewinn das Eisgeschäft aufgeben will. In der 2. Staffel der österreichischen Krimiserie SOKO Linz (2023) war er als tatverdächtiger bulgarischer Erntehelfer Cosmin Radov zu sehen.
Martschewski lebt in Berlin und Dresden.

## Filmografie
- 2004: Der letzte Zeuge (Fernsehserie, Folge: Der Alptraum)
- 2005: Tatort: Todesbrücke (Fernsehreihe)
- 2006: Rothenburg (Grimm Love; Kinofilm)
- 2007: In aller Freundschaft (Fernsehserie, Folge: Auf der Flucht)
- 2008: Deadline – Jede Sekunde zählt (Fernsehserie; Folge: Mutprobe)
- 2008: Der Amokläufer – Aus Spiel wird Ernst (Fernsehfilm)
- 2009: Der Typ, 13 Kinder & Ich (Fernsehfilm)
- 2011: SOKO Wismar (Fernsehserie, Folge: Ausgeschraubt)
- 2012: Heimkommen (Kurzfilm)
- 2012: Krimi.de (Fernsehserie, Folge: Missbraucht)
- 2013: Quellen des Lebens (Kinofilm)
- 2015: SOKO Wismar (Fernsehserie, Folge: Unter Strom)
- 2017: SOKO Köln (Fernsehserie, Folge: Verbrannt)
- 2017: Letzte Spur Berlin (Fernsehserie, Folge: Existenzkampf)
- 2017: Ein starkes Team: Familienbande (Fernsehreihe)
- 2018: Notruf Hafenkante (Fernsehserie, Folge: Der doppelte Viktor)
- 2018: In aller Freundschaft (Fernsehserie, Folge: Last der Entscheidung)
- 2018: Die Spezialisten – Im Namen der Opfer (Fernsehserie, Folge: Gastfeindschaft)
- 2019: SOKO Wismar (Fernsehserie, Folge: Benzin im Blut)
- 2020: Notes of Berlin
- 2023: In aller Freundschaft – Die jungen Ärzte (Fernsehserie, Folge: Willst du?)
- 2023: SOKO Linz (Fernsehserie, Folge: Tödliche Ernte)
- 2023: WaPo Elbe (Fernsehserie, Folge: White Lightning)
- 2024: Tatort: Das Wunderkind (Fernsehreihe)
- 2024: Finsteres Herz – Die Toten von Marnow 2 (Fernsehserie)